# 筒井洋一
筒井 洋一（つつい よういち、1955年- ）は、日本の教育者。作家。経営者。京都府出身。

## 略歴・人物
1955年7月、京都府京都市に生まれる。1986年9月、神戸大学大学院法学研究科（国際関係論）修了。1986年9月に、富山大学教養部講師、助教授に就く。1993年4月同大学人文学部、1999年1月同大学同学部教授。

2001年11月、京都精華大学人文学部総合人文学科教授に就任。
その傍ら、2015年10月、筒井ラーニングLab合同会社を設立。

2016年3月、同大学、退職。

### 研究分野
- 国際関係論[3]

### 所属学会
- コンピュータ利用教育協議会(CIEC)
- 大学教育学会
- 日本NPO学会
- 政治学会
- 日本国際政治学会
- American Political Science Association [4]

## 書籍
- 『自己表現力の教室』（2000年、共著：荒木 晶子、筒井 洋一、向後 千春／情報センター出版局）
- 『言語表現ことはじめ』（2005年、筒井 洋一／ひつじ書房）
- 『アカデミック・ジャパニーズの挑戦』（2006年、共著：門倉 正美、三宅 和子 、筒井 洋一／ひつじ書房）
- 『ＣＴ〈授業協力者〉と共に創る劇場型授業 新たな協働空間は学生をどう変えるのか』（2015年、共著：筒井 洋一、山本 以和子、大木 誠一／東信堂）[5]

## 研究・論文等
- 「The Lessons of German Reunification and Its Implications for the Reunification of Korea(2)」（京都精華大学人文学部紀要. 2005年、第28号）
- 「市民メディアと新しい情報発信の意義ーブログのジャーナリズム機能を例にしてー」（日本NPO学会報告概要集. 2006年、56-58）
- 「インターネットの管理をめぐる課題ーセルフ・ガバナンスの再検討ー」（『グローバル時代における人間存在と国際関係論の再構築ー実在変容の認識論と実践論ー』   ／科学研究費基盤研究(B)(1)成果報告書) 2007年、35-48）
- 「日本語表現法の意義と今後の展望」（月刊言語、2008年、37. 3. 18-25）
- 「市民活動におけるネット利用の現状とその課題」
- 「大学初年次教育における基礎演習・日本語表現法の教材開発」
- 「社会科学教育・研究におけるe-Learningツールの導入とその課題」
- 「2004 - 2006 情報化社会における市民参加とNPOの公共圏」